# Ан-148-300
Ан-148-300 (Antonov Business Jet) — проєкт модифікації літака Ан-148 Antonov Business Jet (ABJ) або Ан-148ABJ в ДП «Антонов». Фактично це варіант літака Ан-148 з VIP-салоном.
Передбачалося, що модифікація отримає назву «Ан-168». Однак, через особливості процедури сертифікації на «Антонові» вирішили відмовитися від назви «Ан-168» для VIP-версії літака зі збільшеною до 7000 км дальністю польоту. Тепер, як і на самому початку, антоновський «бізнес-джет» іменується Ан-148-300.

## Особливості моделі

Модернізація планера Ан-148-300

Літак Ан-168 відрізняється від базового літака Ан-148-100 збільшеною дальністю польоту понад 7000 кілометрів. Це досягнуто шляхом доопрацювання планера літака в районі 26-36 шпангоутів. У верхній частині фюзеляжу Ф-2 встановлюється додатковий паливний бак місткістю 470 кг. Використання композитних матеріалів в конструкції планера покращує масову віддачу конструкції. На кінцях крил встановлюються вінглети, які збільшують підйомну силу крила. Інтер'єр пасажирського салону виконаний із високоякісних композитних матеріалів і дозволяє реалізувати найскладніші дизайнерські рішення варіантів пасажирської кабіни. Система розваги пасажирів на борту має у своєму складі DVD/CD, камеру огляду передньої півсфери, високошвидкісний інтернет.

### Військові модифікації

#### Ан-148-300МП
ДП «Антонов» (Київ) має намір виставити морський патрульний Ан-148-300МП на ряд тендерів військового відомства Індії.
«Антонов» планує представити Ан-148-300МП в рамках тендерів, що проводяться міністерством оборони Індії на закупівлю морських патрульних літаків ", — сказали в прес-службі.
Як уточнили в компанії, перспективний авіаційний комплекс морського патрулювання Ан-148-300МП створюється на основі однієї з модифікацій реактивного регіонального літака нового покоління Ан-148 — Ан-148-300 дальністю польоту 7 тис. км.
Літак призначений для виконання завдань морського патрулювання та розвідки, патрулювання та протидії порушникам, розвідки електромагнітних випромінювань, розвідки засобів зв'язку, моніторингу забруднень навколишнього середовища, пошуку і порятунку на морі, доставки військового спорядження з розміщенням вантажів у кабіні.

#### Ан-148-300ДРЛВ
На початку травня 2017 року ДП «Антонов» оголосив про плани створення літака дальнього радіолокаційного виявлення Ан-148-300ДРЛВ з наступними функціями:
- виявлення гелікоптерів і крилатих ракет
- огляд повітряного простору на великій відстані
- огляд та виявлення об'єктів на морській поверхні
- виявлення та супровід небезпечних цілей

Максимальний час польоту літака: 8—10 годин.
Максимальна дальність радіолокаційної станції Ан-148ДРЛОУ — понад 400 км; дальність виявлення цілей розміром з винищувач — 350 км при роботі в умовах щільної радіоелектронної протидії і низьких висотах польоту цілей. Система має відстежувати множинні повітряні і морські заобрійні цілі та забезпечити покриття по висоті — до 25 кілометрів, із круговим охопленням і можливістю морського спостереження. РЛС має у своєму складі систему ідентифікації «свій-чужий».
Конструктивно це буде двостороння антенна решітка електронного сканування, розташована поздовжньо над фюзеляжем у прямокутному корпусі.

## Варіанти компонування

Варіанти компонування салону Ан-148-300

Просторий салон літака допускає не тільки класичну для бізнес-джетів компонування Elite на 12 місць, але і практично відсутню на ринку компонування Corporate Shuttle на 38 місць для корпоративних перевезень. Крім того, Ан-168 має унікальні для бізнес-джета злітно-посадкові характеристики. Високо розташовані двигуни, спеціально сконструйоване шасі і необхідна довжина ЗПС всього 1900 м забезпечують можливість посадки на ґрунтові ЗПС.

Літаки Ан-158 та Ан-148-300 на стенді ДП Антонов в Гостомелі на аерокосмічному салоні Авіасвіт-XXI 2010 рік.

Крім того, літак оснащений дверима-трапом. Завдяки цьому з'являється можливість прямого перельоту в пункти зі слаборозвиненою аеродромною інфраструктурою. Можливо, поширення Ан-168 дасть імпульс розвитку бізнесу у важкодоступних регіонах.

## Ринок
Потреба в літаках такого класу (за оцінками розробника — ДП «Антонов») до 2015 року оцінюється в 60 одиниць, до 2025 року - більш ніж в 120. На кінець 2010 року вже було здійснено тверде замовлення авіакомпанією Москва на 7 літаків, проте компанія завершила свою діяльність у 2011 році.